# Gametogeneza
Gametogeneza – złożony proces powstawania i różnicowania gamet (komórek rozrodczych). W zależności od rodzaju wytwarzanych gamet wyróżnia się:
- oogenezę – wytwarzanie komórek jajowych,
- spermatogenezę – wytwarzanie plemników.